# Serra da Araruna
A serra da Araruna é um contraforte do planalto da Borborema que se localizada no município de Araruna, microrregião do Curimataú Oriental, no estado brasileiro da Paraíba.

## História
Etimologicamente, Araruna, cuja variante é araraúna, vem da língua tupi e significa «arara negro-azulada», termo que advém da possível existência de bandos de araras-azuis-de-lear na região no século XIX. No livro Araruna – anotações para sua história (1985), o historiador Humberto Fonseca de Lucena corrobora essa hipótese: 
O nome Araruna vem do tupi a'rara una e significa arara preta. Essa denominação dada à serra decorre do fato de existirem à época do povoamento muitas dessas araras [azuis-de-lear], que apesar do significado do nome ('arara preta') distinguem-se pela plumagem azul-escura que, vistas à distância, aparecem negras.
As terras da serra da Araruna já pertenceram ao senhor Estevão José da Rocha, o célebre «Barão de Araruna».

## Geografia

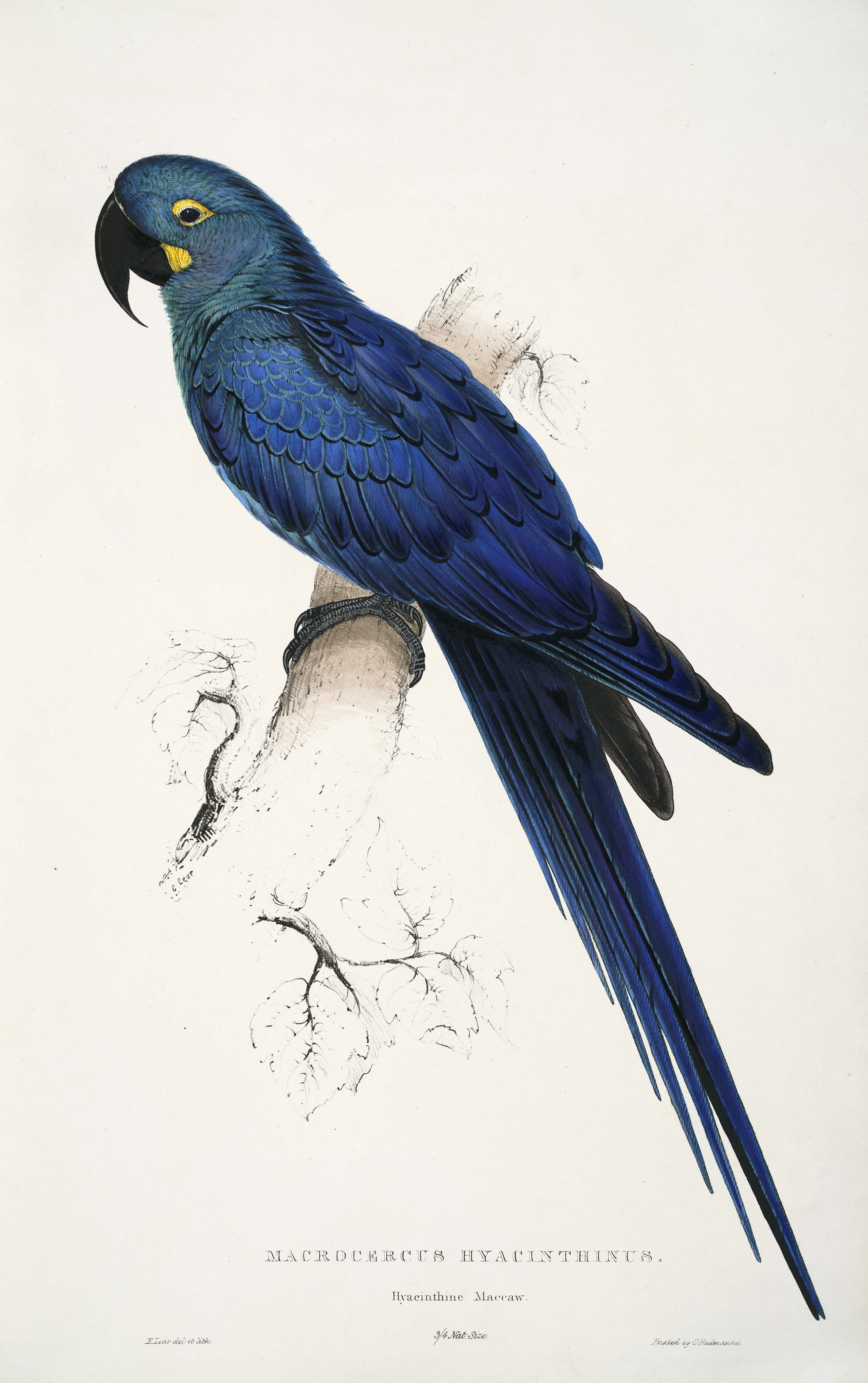
Ilustração da arara-azul-de-lear por Edward Lear, 1832

### Características
A serra da Araruna se posiciona na encosta oriental da Borborema e apresenta altitudes em torno de 500 metros, contrapondo-se aos baixos níveis da depressão sublitorânea, cuja atitude gira em torno de 200 metros.
O capeamento sedimentar que recobre todo o território da serra Araruna está associado ao da serra dos Martins, com relevo ondulado onde predomina a presença de numerosas saliências com grandes elevações cobertas por solos rasos e pedregosos com frequência de seixos, calhaus, matacões ou blocos. O clima quente e seco causa oscilações térmicas constantes durante o ano e favorece o desenvolvimento de uma vegetação de caatinga hipoxerófila.
A sede da cidade de Araruna situa-se no topo da serra, que tem a serra da Confusão no mesmo município como contraforte vizinho. Entre ambas as serras encontra-se encrustado um conjunto rochoso de composição granítica porfirítica, com vestígios de gnaisses e quartzitos, que apresentam faces arredondadas e extensas caneluras que vão do cume ao chão. 

### Pedra da Boca
Nessa área é onde está implantado o Parque Estadual da Pedra da Boca, reserva ambiental que detém um dos mais importantes patrimônios geológicos da Paraíba.